# Cucina montenegrina

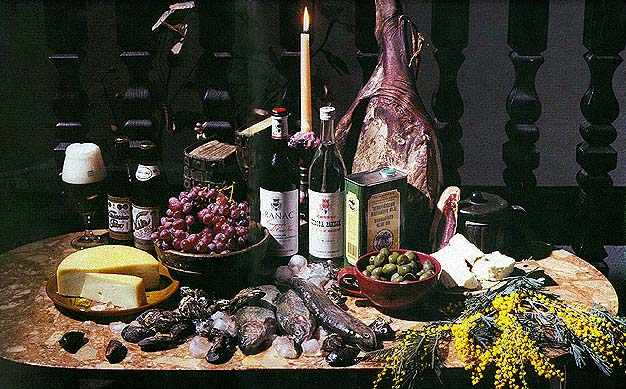
Pietanze del Montenegro

La cucina montenegrina è l'espressione dell'arte culinaria sviluppata in Montenegro. Ha subito una forte influenza dalla cucina italiana, per via della dominazione veneziana e dalla vicinanza alla penisola, nonché dalla cucina turca e, in modo minore, da quella austro-ungarica.

## Caratteristiche
Tra le caratteristiche peculiari di tale tipo di cucina, risalta la differenza tra le zone interne del paese e le zone costiere: queste ultime utilizzano, prevalentemente, piatti a base di pesce; al contrario delle zone interne che utilizzano i prodotti della terra.

## Piatti tipici
Tra i piatti tipici, troviamo:

### Antipasti
- Burek
- Gibanica
- Meze

### Carne
- Agnello in latte
- Ćevapčići
- Kačamak con patate e formaggio
- Ćufte
- Gulaš
- Sač

### Pollo cotto in agnello
Il pollo, dopo essere stato pulito, viene cotto allo spiedo all'interno di un capretto o un agnello. Tale tipo di cottura, conferisce al piatto un sapore tipico. In alcuni casi viene servito dopo essere stato spalmato con del miele.

### Pesce essiccato
Un piatto tipico, consumato durante la stagione invernale, è il pesce essiccato. Di solito viene servito dopo essere stato bollito con il cavolo.

### Carne bollita nel rumine
La carne viene inserita all'interno del rumine, precedentemente pulito, di un animale (solitamente maiale), assieme a dell'acqua. Successivamente veniva legata e posta a cuocere sotto le braci oppure appeso sulla fiamma viva del camino.

### Pesce
- Brudet
- Carpa del lago di Scutari
- Crostacei alla busara
- Risotto nero al pesce

### Salumi e latticini

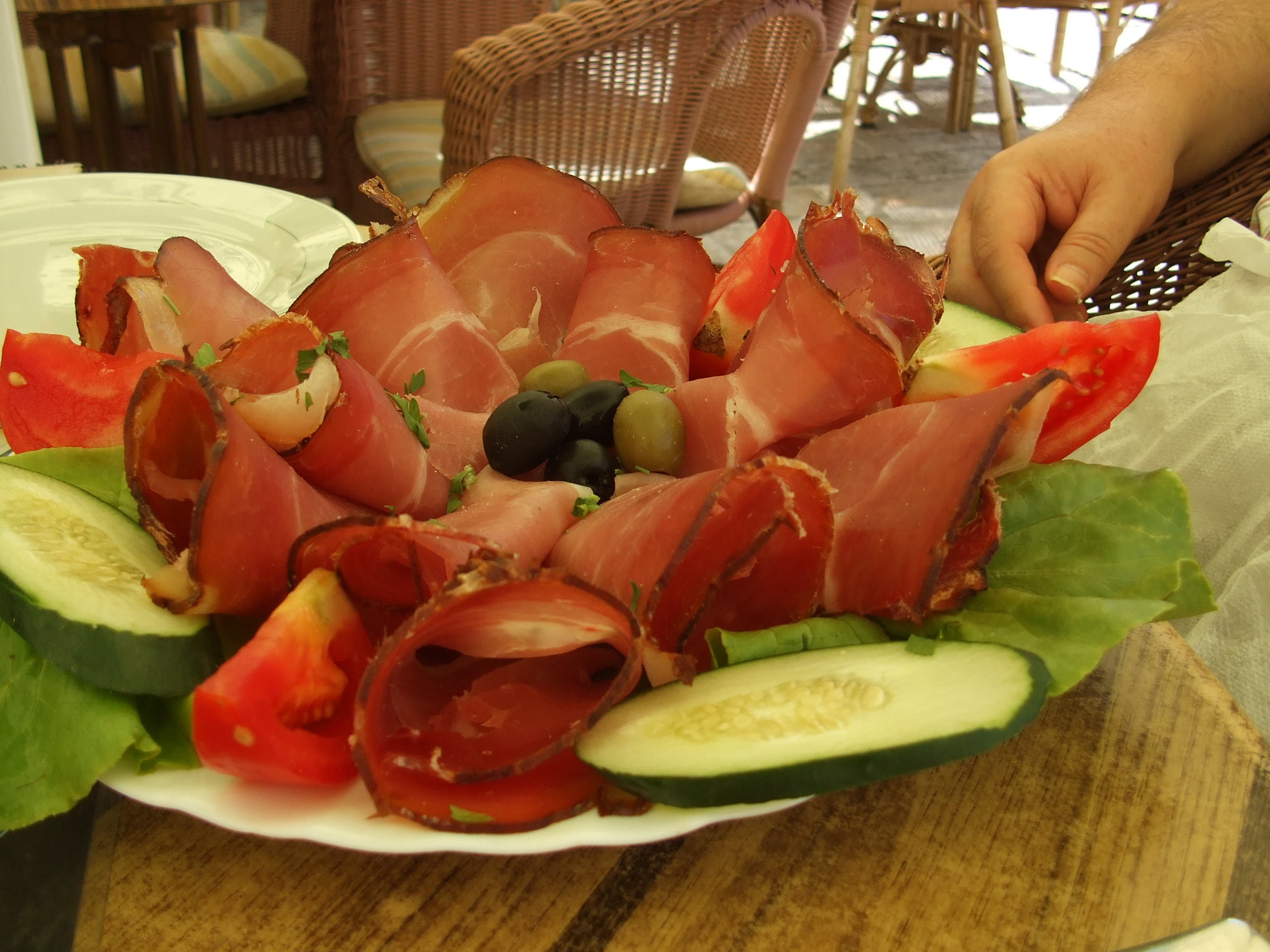
Prosciutto di Njeguši e insalata.

- Formaggio di Njeguši
- Formaggio di Pljevlja
- Kaymak
- Prosciutto di Njeguši
- Yogurt

### Dessert
- Baklava
- Krofne
- Palačinka
- Štrudla
- Tulumba

### Vini
- Cabernet Sauvignon
- Chardonnay
- Krstač
- Vranac

### Bevande alcooliche
- Rakia
- Wodka

## Alcolici
Il paese vanta un'antica tradizione vinicola al pari della vicina Italia, in cui trova un posto d'eccellenza il primitivo. Nei tempi moderni sono poche le qualità di vino derivanti dal primitivo, essendo il mercato dominato prevalentemente dal Vranac: una varietà autoctona che dà il nome anche ad una marca di vino di ottima qualità.